# Plektrantus

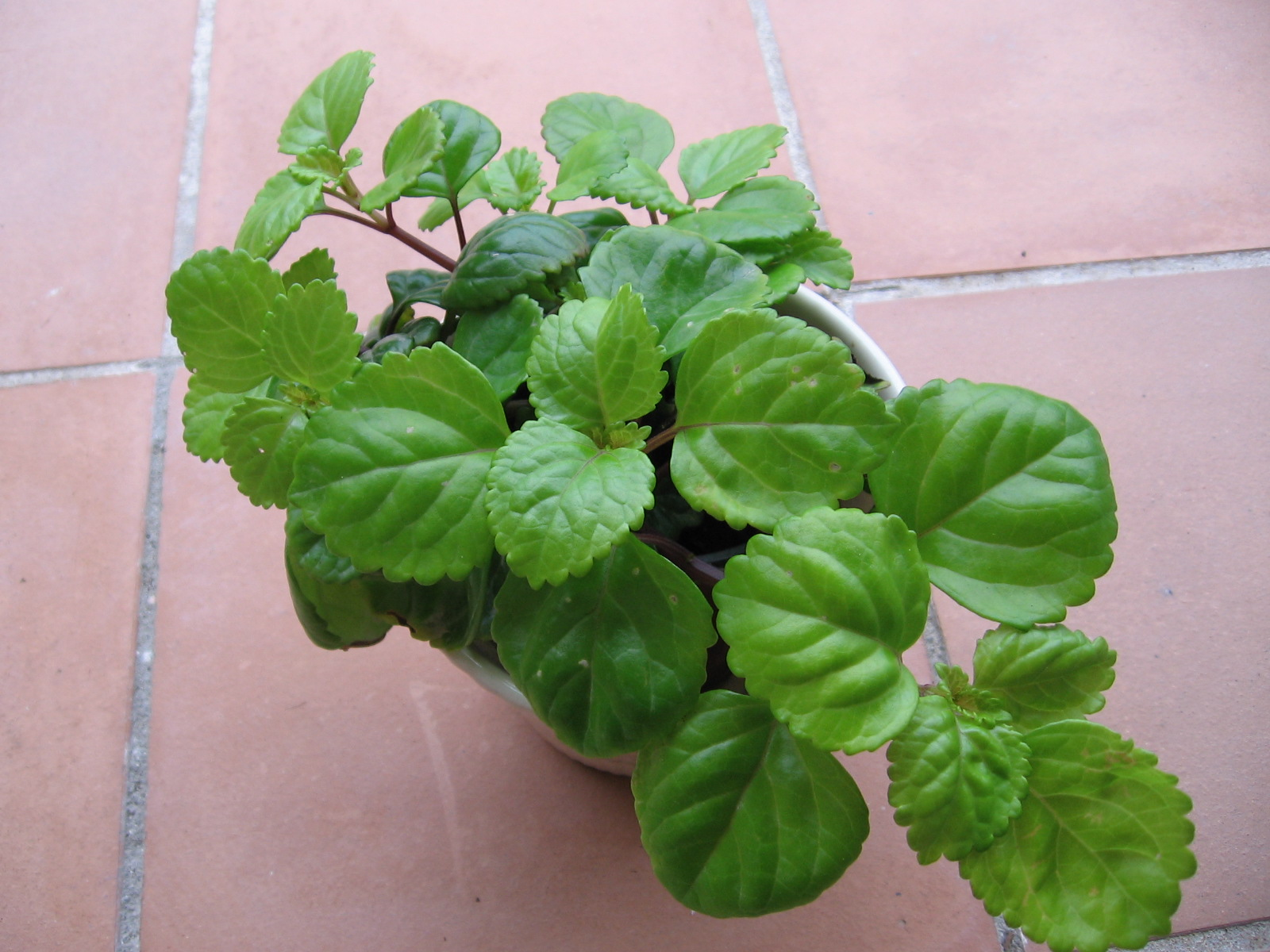
Plectranthus verticillatus

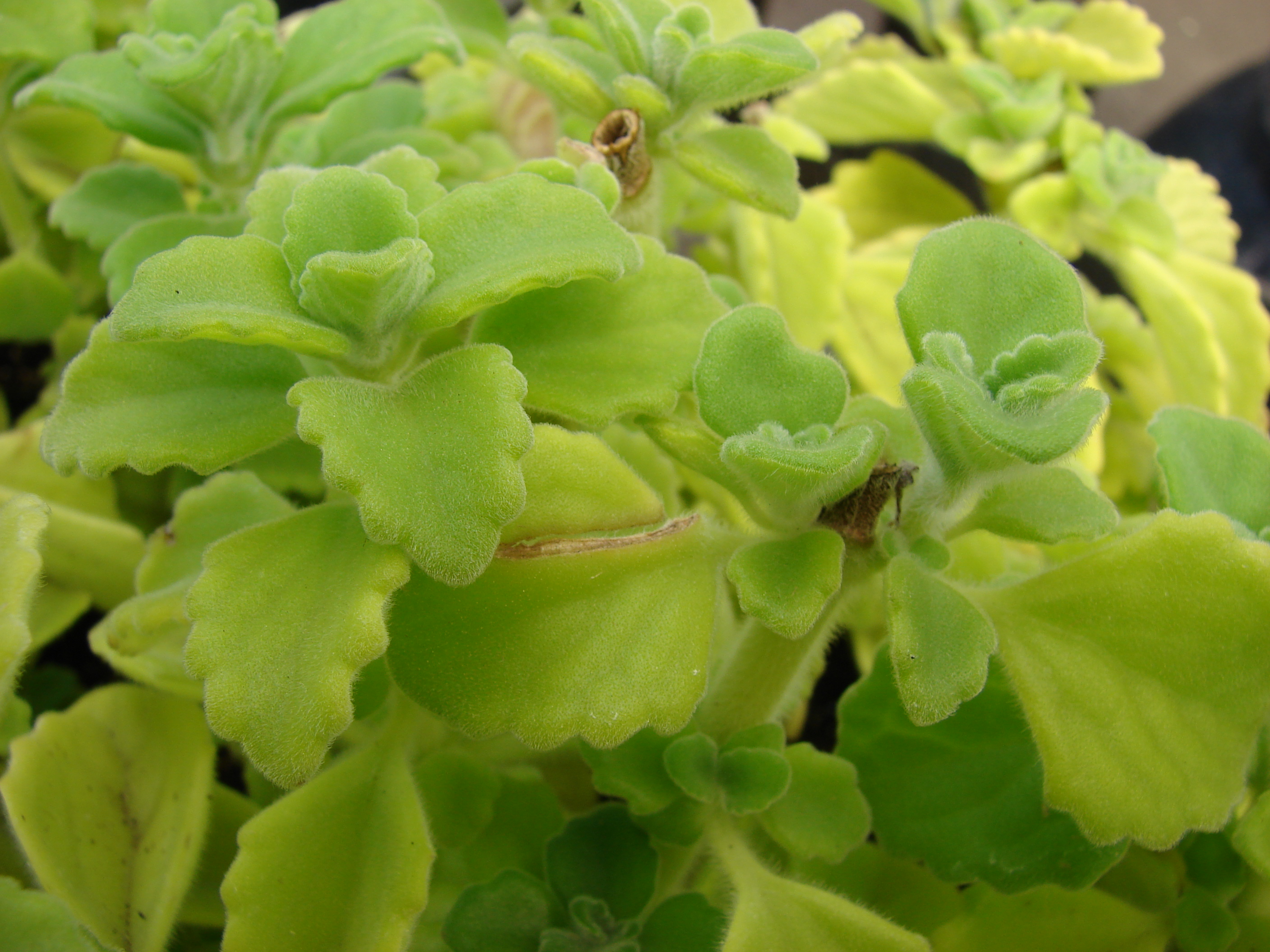
Plectranthus amboinicus

Plektrantus, pokrzelica (Plectranthus L'Her.) – rodzaj roślin z rodziny jasnotowatych. W zależności od ujęcia obejmuje ok. 150 do nawet 325 gatunków lub tylko ok. 65 po wyłączeniu wielu przedstawicieli do rodzaju koleus Coleus. Rośliny te występują w lasach i zaroślach Afryki i Azji, nieliczne w Australii, w klimacie tropikalnym i umiarkowanym ciepłym. Niektóre gatunki są uprawiane jako rośliny ozdobne.

## Morfologia
PokrójNa ogół rośliny zielne, zarówno jednoroczne jak i byliny, czasem też krzewy. Osiągają do 2 m wysokości. Wielu przedstawicieli ma pędy pnące.
LiścieNaprzemianległe, karbowane, zwykle wonne i czasem mięsiste.
KwiatyZebrane w luźno rozmieszczone okółki w szczytowej części pędu, gdzie tworzą wiechowate lub kłosokształtne kwiatostany złożone. Kielich zrosłodziałkowy i dwuwargowy, z górną wargą z jednym ząbkiem i dolna z czterema ząbkami. Korona pięciopłatkowa, zwykle z ostrogą, biała, niebieskofioletowa lub różowa. Płatki tworzą rurkę zakończoną dwiema wargami, górną czterołatkową i dolną niepodzieloną, dłuższą. Cztery pręciki, z których często tylko dwa są płodne, zwykle położone są na dolnej wardze korony. Zalążnia złożona z dwóch owocolistków, dwukomorowa, w każdej komorze z dwoma zalążkami. Szyjka słupka pojedyncza, z dwudzielnym znamieniem o równych ramionach.
OwoceCzterodzielne rozłupnie, rozpadające się na cztery pojedyncze rozłupki.

## Systematyka
Synonimy
Ascocarydion G. Taylor, Burnatastrum Briq., Capitanya Gürke, Coleus Lour., Dielsia Kudô, Englerastrum Briq., Germanea Lam., Holostylon Robyns & Lebrun, Isodictyophorus Briq., Leocus A. Chev., Neohyptis J.K. Morton, Neomuellera Briq., Perrierastrum Guillaumin, Rabdosiella Codd, Skapanthus C. Y. Wu & H. W. Li, Solenostemon Thonn., Symphostemon Hiern 
Pozycja systematyczna według APweb (aktualizowany system APG III z 2009)
Należy do rodziny jasnotowatych (Lamiaceae) Lindl., która jest jednym z kladów w obrębie rzędu jasnotowców (Lamiales) Bromhead z grupy astrowych spośród roślin okrytonasiennych.
Pozycja w systemie Reveala (1993–1999)
Gromada okrytonasienne (Magnoliophyta Cronquist), podgromada Magnoliophytina Frohne & U. Jensen ex Reveal, klasa Rosopsida Batsch, podklasa jasnotowe (Lamiidae Takht. ex Reveal), nadrząd Lamianae Takhtajan, rząd jasnotowce (Lamiales Bromhead), podrząd Lamiineae Bessey in C.K. Adams, rodzina jasnotowate (Lamiaceae Lindl.), podplemię Plectranthinae Endl., rodzaj (Plectranthus L'Her.).
Lista gatunków
 (szerokie ujęcie rodzaju)